# Jolanda Offenbeck
Jolanda Offenbeck (geborene: Dirnbacher; * 1. September 1930 in Graz, Steiermark; † 25. Mai 2000 ebenda) war eine österreichische Politikerin (SPÖ). Sie war zwischen 1970 und 1973 Mitglied des Bundesrats und von 1973 bis 1990 Abgeordnete zum Nationalrat.

## Leben
Jolanda Offenbeck studierte nach dem Besuch der Volksschule und eines Realgymnasiums Rechtswissenschaft an der Universität Graz und erlangte im Jahr 1954 ihre Promotion. Nach einem Jahr Gerichtspraxis (1955) fand sie 1956 Arbeit als Konzipistin in einer Anwaltskanzlei, der sie bis 1960 angehörte. Zuletzt wurde sie Beamtin im Magistrat ihrer Geburtsstadt Graz.
Offenbeck fand erst relativ spät ihren Zugang zur Politik, als sie 1966 zur Grazer SPÖ-Frauenvorsitzenden gewählt wurde. Im Jahr 1975 übernahm sie das Amt der Frauenvorsitzenden auch auf Landesebene, dem im Jahr 1981 erneut eine Beförderung folgte, als sie von 1981 bis 1987 Hertha Firnberg im Amt als SPÖ-Bundesfrauenvorsitzende nachfolgte. Zu ihrem größten Erfolg zählte die verbindliche Festlegung ihrer Partei auf dem Parteitag des Jahres 1985, eine Frauenquote von 25 Prozent im Nationalrat einzuführen.
Offenbeck wurde im Mai 1970 in den Bundesrat gewählt, wo sie einen Sitz bis November 1973 innehatte. Im Anschluss daran wurde sie Abgeordnete der SPÖ im Nationalrat, dem sie knapp 17 Jahre bis Juli 1990 angehörte. Offenbeck machte sich für zahlreiche frauenpolitische Themen stark. Darunter zählte vor allem die in den 1970er Jahren in konservativen Kreisen kontrovers diskutierte gesetzliche Regelung, den Schwangerschaftsabbruch nicht mehr strafrechtlich zu verfolgen. Auch war es Offenbeck, die im Jahr 1976 eine Novelle des Scheidungsrechts anstrengte, an dessen Ende Frauen, die gegen ihren Willen von ihren Ehemännern geschieden wurden, eine finanzielle Absicherung erfahren sollten. Dieses Gesetz wurde in Justizkreisen, insbesondere jedoch vom damaligen Justizminister Christian Broda Lex Offenbeck genannt.

## Auszeichnungen
- Großes Goldenes Ehrenzeichen mit dem Stern für Verdienste um die Republik Österreich
- Großes Goldenes Ehrenzeichen für Verdienste um die Republik Österreich
- Großes Silbernes Ehrenzeichen für Verdienste um die Republik Österreich
- Im September 2022 wurde ein Lehrgang der Wiener Parteischule nach Jolanda Offenbeck benannt. Damit soll sich ihrem Leben und Wirken besonders gewidmet und Menschen in einer politischen Grundausbildung mit ihrer Arbeit vertraut machen werden.